# Сирохи
Сирохи (англ. Sirohi, хинди सिरोही) — город и муниципалитет в южной части индийского штата Раджастхан. Административный центр округа Сирохи.

## История
Ранее являлся столицей одноимённого туземного княжества, управляемого раджпутским кланом Деора.

## География
Расположен к западу от города Пиндвара, на высоте 320 м над уровнем моря.

## Население
Население по данным на 2001 год составляет 35 531 человек (18 777 мужчин и 16 754 женщины).
| 1991   | 2001   | 2013   |
| ------ | ------ | ------ |
| 28 117 | 35 544 | 44 034 |